# Rewinder
Rewinder was het tweede album van de Belgische bluesrockband El Fish uit 1998.
In tegenstelling tot hun debuutalbum, werd op Rewinder het muzikale spectrum van de groep opengetrokken met funk- en rockaccenten. 
De begeleidende single Hanging Over haalde De Afrekening. De groep kreeg een ZAMU Award dat jaar als beste "live-act".

## Tracklist[1]
1. Bop 'till you drop
2. Ain't gonna hurt you
3. All right
4. Look at the children run
5. Green shoes
6. Blues for Bekie
7. People in trafic
8. Rail roll love song
9. Hangin' over
10. Visit dr. Boogie
11. She moves me
12. One kind of favor
13. Shake'm

## Meewerkende artiesten[2]
- Producer
  - Jean-Marie Aerts

- Muzikanten
  - Filip Casteels (zang, gitaar, elektrische gitaar, effecten)
  - Jan Ieven (basgitaar, contrabas, zang)
  - Steven De Bruyn (harmonica, zang)
  - Rohan De Ridder (drums, percussie)
  - JMX (effecten, gitaar, percussie)